# Onthophagus sakamakii
Onthophagus sakamakii é uma espécie de inseto do género Onthophagus, família Scarabaeidae, ordem Coleoptera.
Foi descrita cientificamente por Ochi, Kon & Kawahara em 2010.